# Hugo Sandström
Axel Hugo Sandström (i riksdagen kallad Sandström i Överluleå), född 14 november 1843 i Lövångers socken, Västerbottens län, död 14 februari 1903 i Bygdeå socken, Västerbottens län, var en svensk präst och riksdagsman.
Efter läroverksstudier i Umeå avlade Sandström studentexamen i Uppsala vårterminen 1863 och blev student vid Uppsala universitet. Läsåret 1865–1866 var han vikarierande läroverksadjunkt vid sin gamla skola i Umeå. Han prästvigdes 1866 och var 1866–1868 pastorsadjunkt i Degerfors församling i Västerbotten. I juli 1867 utnämndes han till komminister i Bygdeå församling men tillträdde tjänsten först 1 maj 1870. Efter pastoralexamen i oktober 1873 utnämndes han i oktober 1874 till kyrkoherde i Överkalix församling, där han tillträdde 1875. Han var också folkskoleinspektör 1877–1881. I september 1882 utnämndes Sandström till kyrkoherde i Överluleå församling med tillträde 1 oktober samma år. Sist blev han kyrkoherde i Bygdeå församling i juli 1890 med tillträde 1891. Sandström blev 6 juni 1892 kontraktsprost i Västerbottens första kontrakt. Han tilldelades Nordstjärneorden år 1895.
I riksdagen var Sandström ledamot av andra kammaren 1882–1884 för Kalix domsagas valkrets. I riksdagen skrev han två egna motioner om ändringar i reglementet för folkskollärares pensionsinrättning.
Sandström var son till lantmätaren Robert Sandström i Lövånger. Han gifte sig 1869 med Maria Bergner, vilken var dotter till lantmätaren Per Edvard Bergner i Råneå samt sondotter till lantmätaren Lars Peter Bergner i Råneå och dotterdotter till kyrkoherden Olof Burman i Råneå. Bland makarnas barn märks Gerda Maria Sandström som gifte sig med köpmannen Conrad Andersson i Umeå, Carl Robert Sandström som var skogsinspektor och anställd vid Byske sågverk, Hugo Immanuel Sandström som var folkskoleinspektör, Thekla Fredrika Sandström som var gift med kyrkoherden Lars Enge i Överkalix och Axel Nathanael Sandström som var anställd hos P. A. Norstedt & söner.